# Нуна

Колумбія 1,59 млрд років тому

Нуна (Колумбія, Гадсонленд) — гіпотетичний суперконтинент, що існував в період від 1,8 до 1,5 млрд років тому. Припущення про його існування було висунуто Дж. Роджерсом і М. Сантошем в 2002 році. Час існування Нуни припадає на палеопротерозойську еру, що робить його імовірно найстарішим континентом. Він складався з плато-попередників давніх платформ, що входили до складу більш ранніх континентів Лаврентія, Фенносарматія, Українського щита, Амазонії, Австралії і, можливо, Сибіру, Китайсько-Корейської платформи та Калахарійської платформи. Гіпотеза існування континенту Колумбія заснована на геологічних та палеомагнітних даних.

## Розмір і розташування
Розміри Нуни оцінюються в 12 900 км з півночі на південь, і близько 4800 км в найширшій частині. Східне узбережжя Індії було з'єднане із західною частиною Північної Америки, а південна Австралія — з Західною Канадою. Найбільша частина Південної Америки була розгорнута таким чином, що західний край сучасної Бразилії був поєднаний зі східною частиною Північної Америки, утворюючи континентальний край, що тягнеться до південного краю Скандинавії.

## З'єднання
Колумбія зібралася разом в глобальному масштабі 2.0-1.8 млрд років тому і складалася з майже всіх земель континентальних блоків. Кратонічні блоки в Південній Америці і Західній Африці були з'єднані 2.1-2.0 млрд років тому з орогеній Transamazonian і Слонової кістки. Кратони Kaapvaal і Зімбабве в південній частині Африки зіткнулися близько ~ 2,0 млрд років тому з Лімпопо поясом. Кратонічний блок Лаврентій був з'єднаний 1.9-1.8 млрд років тому з Транс-Гадсон, Penokean, Taltson-Thelon, Wopmay, Унгава, Torngat і Nagssugtoqidain орогенів. Кола, Карелія, Волго-Uralia і Сарматія (український) кратон і Baltica (Східна Європа) були об'єднані 1.9-1.8 млрд років тому з Кольсько-Карельським, Svecofennian, Волинським, Центрально-російським і Пачелмским орогенами. Анабарський і Алданський кратони в Сибіру були з'єднані 1.9-1.8 млрд років тому з Akitkan та Центральним Алданом орогенами Східної Антарктиди і невідомим континентальним блоком, приєднавши орогени Трансантарктичних гір. На півдні і півночі Індія була об'єднана в блоки по центральній частині Індійської тектонічної зони, а також східний і західний блоки Півночі Китайського кратона були з'єднані близько 1850000000 років тому з Транс-Північним Китайським орогеном.
Після остаточного з'єднання, близько 1,8 млрд років тому, суперконтинент Колумбія існував довгий час (1.8-1.3 млрд років).

## Фрагментація
Колумбія стала роз'єднуватися близько 1,6 млрд років тому, уздовж західної околиці Лаврентії (Belt-Purcell Supergroup), Східної Індії (Маханаді і Годаварі), [7] південній околиці Балтики (Телемарк Supergroup), південно-східної околиці Сибіру (ріфея aulacogens), північно-західній околиці Південної Африки (Калахарі Мідного пояса) і північної околиці Північного Китаю блоку (Zhaertai Баян-Обо пояса).
Фрагментація тривала аж до остаточного розпаду суперконтиненту близько 1.3-1.2 млрд років тому.